# Футурама (2-й сезон)
Второй сезон американского анимационного телесериала «Футурама» впервые транслировался в США на телеканале Fox с 21 ноября 1999 года по 3 декабря 2000 года. Изначально «Футурама» должна была состоять из 4-х сезонов, однако телеканал Fox перепутал трансляцию эпизодов и их распределение, в результате чего количество сезонов увеличилось до 5. В результате этой ошибки почти все эпизоды были показаны не в хронологическом порядке и каноничность сериала была нарушена. Также, из-за этой ошибки последние четыре эпизода предыдущего первого сезона изначально были выпущены в качестве эпизодов 2 сезона, а последние 3 эпизода второго сезона были распределены в третий сезон, хотя позже эти ошибки были исправлены.
Изначально второй сезон был выпущен на DVD в США и Канаде 12 августа 2003 года. Спустя 9 лет, 17 июля 2012 года, второй сезон, как и первый, был переиздан на DVD с новой обложкой, чтобы больше соответствовать всем последующим сезонам, выпущенным позже.

## Актёрский состав
- Билли Уэст — Филип Дж. Фрай / Хьюберт Фарнсворт / Зойдберг / Зепп Бранниган
- Кэти Сагал — Туранга Лила
- Джон Ди Маджо — Бендер
- Лорен Том — Эми Вонг
- Фил Ламарр — Гермес Конрад
- Морис Ламарш — Киф Крокер
- Фрэнк Уэлкер — Зубастик

## Эпизоды
| № общий | № в сезоне | Название                                                                                 | Дата премьеры   | Произв. код |
| --- | ---------- | ---------------------------------------------------------------------------------------- | --------------- | ----------- |
| 14 | 1          | «Я повторяю эту эмоцию» «I Second That Emotion»                                          | 21 ноября 1999  | 2ACV01      |
| Бендер без капли раскаяния спускает в унитаз Зубастика — домашнее животное Лилы. После этого профессор устанавливает ему «чип эмоций», чтобы робот мог почувствовать то, что чувствует Лила. Подавленный горем по Зубастику, Бендер спускает себя в канализацию, населённую таинственными обитателями.                                                                                             |            |                                                                                          |                 |             |
| 15 | 2          | «Бренниган, начни с начала» «Brannigan, Begin Again»                                     | 28 ноября 1999  | 2ACV02      |
| После того, как Зепп Бранниган случайно уничтожает новую штаб-квартиру DOOP (англ. Democratic Order of Planets, Демократического Объединения Планет), его выгоняют из армии, лишив всех чинов. Однако профессор Фарнсворт принимает экс-генерала в «Межпланетный экспресс», и Зепп поднимает мятеж против Лилы.                                                                                    |            |                                                                                          |                 |             |
| 16 | 3          | «Голова на выборах» «A Head in the Polls»                                                | 12 декабря 1999 | 2ACV03      |
| Во время выборов президента Земли Бендер продаёт своё тело, так как цены на титан достигли астрономических высот из-за обвала в крупнейшей шахте по его добыче. Этим воспользовалась голова Ричарда Никсона, вступившая в президентскую гонку с телом Бендера. |            |                                                                                          |                 |             |
| 17 | 4          | «Рождественская история» «Xmas Story»                                                    | 19 декабря 1999 | 2ACV04      |
| Наступает Рождество, и Фрай узнаёт, как сильно изменился климат и сам праздник за 1000 лет. Зима стала ядерной, а Санта Клаус — огромным роботом со сбившейся программой, уничтожающим всех людей, посмевших выйти на улицу в канун Рождества. |            |                                                                                          |                 |             |
| 18 | 5          | «Зачем мне быть влюблённым крабом?» «Why Must I Be a Crustacean in Love?»                | 6 февраля 2000  | 2ACV05      |
| С доктором Зойдбергом происходят большие изменения, когда начинается брачный период у особей его расы. Отправившись на свою родную планету вместе с командой «Межпланетного экспресса», доктор обнаруживает, что ему нужно многое узнать о любви. |            |                                                                                          |                 |             |
| 19 | 6          | «Положи свою голову мне на плечо» «Put Your Head on My Shoulder»                         | 13 февраля 2000 | 2ACV07      |
| Фрай налаживает отношения с Эми, но когда они, по его мнению, заходят слишком далеко, перед Днём Святого Валентина пытается их порвать. Однако из-за автомобильной катастрофы голова Фрая оказывается отделённой от тела, и, благодаря находчивости доктора Зойдберга, который пришивает его голову к телу Эми, Фраю придётся провести День святого Валентина вместе с ней, хочет он того или нет. |            |                                                                                          |                 |             |
| 20 | 7          | «Меньшее из двух зол» «The Lesser of Two Evils»                                          | 20 февраля 2000 | 2ACV06      |
| Профессор Фарнсворт нанимает в «Межпланетный экспресс» Флексо — робота-сгибателя, который является точной копией Бендера (если не считать эспаньолки) в качестве дополнительного охранника для доставки ценного груза — диадемы Мисс Вселенной. Во время полёта груз исчезает, и Фрай начинает подозревать Флексо.                                                                                 |            |                                                                                          |                 |             |
| 21 | 8          | «Бешеный Бендер» «Raging Bender»                                                         | 27 февраля 2000 | 2ACV08      |
| В кинотеатре Бендер затевает драку, которая оканчивается неожиданно — он подписывает контракт на участие в Реслинге Роботов, из чего выходит сногсшибательный результат. |            |                                                                                          |                 |             |
| 22 | 9          | «Циклопов должно быть двое» «A Bicyclops Built for Two»                                  | 19 марта 2000   | 2ACV09      |
| Лила узнает, что во Вселенной, кроме неё, есть ещё один представитель её расы — Алказар. Решив встретиться с ним, она прилетает к нему на планету и вскоре принимает его предложения о свадьбе. Фрай же пытается убедить Лилу, что ей не следует выходить замуж за Алказара. |            |                                                                                          |                 |             |
| 23 | 10         | «Мой собственный клон» «A Clone of My Own»                                               | 9 апреля 2000   | 2ACV10      |
| В день своего 150-летия профессор Фарнсворт задумывается о преемнике, и создаёт для этого своего 12-летнего клона Кьюберта. |            |                                                                                          |                 |             |
| 24 | 11         | «Как Гермес конфисковал назад любимую рутину» «How Hermes Requisitioned His Groove Back» | 2 апреля 2000   | 2ACV11      |
| Гермеса, бюрократа «Межпланетного экспресса», отправляют в принудительный отпуск из-за нервного срыва, а на его место назначают Морган Проктор, женщину-бюрократа. Она влюбляется во Фрая, скрывая это от остальных, и когда Бендер раскрывает её секрет, Проктор отключает его диски памяти. |            |                                                                                          |                 |             |
| 25 | 12         | «Глубокий Юг» «The Deep South»                                                           | 16 апреля 2000  | 2ACV12      |
| Когда команда «Межпланетного экспресса» отправляется на рыбалку, Бендер ловит на крючок слишком большую рыбу, которая затаскивает корабль на дно, где Фрай заводит роман с русалкой. |            |                                                                                          |                 |             |
| 26 | 13         | «Бендер входит в дело» «Bender Gets Made»                                                | 30 апреля 2000  | 2ACV13      |
| Когда Бендер не смог заплатить за очень дорогой обед, он решает откупиться работой в ресторане. Там он встречается с робомафией, которая предлагает ему принять участие в похищении груза кубинских сигар. |            |                                                                                          |                 |             |
| 27 | 14         | «Проблема с попплерами» «The Problem with Popplers»                                      | 7 мая 2000      | 2ACV15      |
| Когда команда «Межпланетного экспресса» приземляется на ранее не изученную планету, то находит там неизвестный и очень вкусный продукт. Назвав его «попплеры», «Межпланетный экспресс» начинает новый бизнес. Но они и не подозревали, чем этот бизнес для них обернётся. |            |                                                                                          |                 |             |
| 28 | 15         | «День Матери» «Mother’s Day»                                                             | 14 мая 2000     | 2ACV14      |
| В День Матери, когда все роботы дарят подарки Мамочке, главе компании «Дружелюбных Роботов Мамаши», она даёт им команду восстать против своих хозяев. Земля погружается в хаос и анархию, и вся надежда на спасение ложится на профессора Фарнсворта. |            |                                                                                          |                 |             |
| 29 | 16         | «Антология Интересов I» «Anthology of Interest I»                                        | 21 мая 2000     | 2ACV16      |
| Когда профессор Фарнсворт изобретает машину «что, если?..», экипаж задаёт три вопроса. Что было бы, если Бендер был 500 футов ростом, Лила — более импульсивной, а Фрай никогда бы не попал в будущее. |            |                                                                                          |                 |             |
| 30 | 17         | «Война — адское слово» «War Is the H-Word»                                               | 5 ноября 2000   | 2ACV17      |
| Фрай и Бендер, чтобы получить в магазине скидку «для военных», поступают на службу в армию Земли. Неожиданно объявлена война против планеты Шаров. Лила, переодевшись в мужчину, тайно едет на войну, чтобы присматривать за Фраем и Бендером. |            |                                                                                          |                 |             |
| 31 | 18         | «Гудок» «The Honking»                                                                    | 26 ноября 2000  | 2ACV18      |
| После смерти дяди Бендер получает в наследство поместье, где его переезжает демоническая Машина-оборотень, и Бендер сам становится Машиной-убийцей. Единственный способ избавиться от проклятья — уничтожить самую первую Машину-оборотня под названием «Проект Сатана». |            |                                                                                          |                 |             |
| 32 | 19         | «Отмороженная женщина» «The Cryonic Woman»                                               | 3 декабря 2000  | 2ACV19      |
| Фрая, Лилу и Бендера выгоняют из «Межпланетного экспресса», и им приходится вернуться к своей старой работе. Однако, перепутав карьерные чипы, Лила становится разносчиком пиццы, а Фрай — офицером распределения судеб в лаборатории Прикладной Криогеники, где он встречает свою бывшую девушку из XX века, Мишель.                                                                              |            |                                                                                          |                 |             |

## Трансляция
Начиная с пятого эпизода сезона, «Why Must I Be a Crustacean in Love?», «Футурама» была перенесена со своего изначального временного интервала, 20:30, на полтора часа раньше, на 19:00. Это изменение было вызвано понижающимися рейтингами сериала. В результате этого изменения зрительские рейтинги «Футурамы» стали стремительно падать с каждым новым эпизодом.

## Критика
Энди Патрицио из IGN дал второму сезону положительную оценку в 9 баллов из 10.